# Balkanmeisterschaft 2007 (Badminton)
Die Balkanmeisterschaft 2007 im Badminton fand vom 6. bis zum 9. September 2007 in Stara Sagora statt.

## Sieger und Platzierte
| Disziplin    | Gold | Silber | Bronze |
| ------------ | --- | --- | --- |
| Herreneinzel | Krasimir Jankov | Hristo Nedeltchev | Blagovest Kisyov |
| Herreneinzel | Krasimir Jankov | Hristo Nedeltchev | Ali Kaya |
| Dameneinzel  | Diana Dimova | Maya Dobreva | Nursel Aydoğmuş |
| Dameneinzel  | Diana Dimova | Maya Dobreva | Florentina Petre |
| Herrendoppel | Stilijan Makarski Vladimir Metodiev | Konstantin Dobrev Blagovest Kisyov                                                                                   | Ali Kaya Göksel Kundakçı |
| Herrendoppel | Stilijan Makarski Vladimir Metodiev | Konstantin Dobrev Blagovest Kisyov                                                                                   | Robert Ciobotaru George Constantinescu |
| Damendoppel  | Diana Dimova Dimitria Popstoikova | Maya Dobreva Atanaska Spasova                                                                                        | Derya Çalımbay Nur Damia Özer |
| Damendoppel  | Diana Dimova Dimitria Popstoikova | Maya Dobreva Atanaska Spasova                                                                                        | Alexandra Milon Florentina Petre |
| Mixed        | Vladimir Metodiev Diana Dimova | Stilijan Makarski Maya Dobreva                                                                                       | Yulian Hristov Dimitria Popstoikova |
| Mixed        | Vladimir Metodiev Diana Dimova | Stilijan Makarski Maya Dobreva                                                                                       | Ali Kaya Nursel Aydoğmuş |
| Team         | Bulgarien Konstantin Dobrev Yulian Hristov Krasimir Jankov Blagovest Kisyov Vladimir Metodiev Hristo Nedeltchev Diana Dimova Maya Dobreva Dimitria Popstoikova Atanaska Spasova | Türkei Ali Kaya Göksel Kundakçı Murat Şen Mustafa Yalvarıcı Nursel Aydoğmuş Derya Çalımbay Ezgi Epice Nur Damia Özer | Rumänien Robert Ciobotaru George Constantinescu Florin Patroaica Florin Posteucă Alexandra Agu Diana Apostu Alexandra Milon Florentina Petre |

## Teams

### Gruppe A
| Platz | Team      | Pld | W | L | MF | MA | MD  | GF | GA | GD | PF | PA | PD | Pts |
| ----- | --------- | --- | - | - | -- | -- | --- | -- | -- | -- | -- | -- | -- | --- |
| 1     | Bulgarien | 2   | 2 | 0 | 10 | 0  | +10 | 0  | 0  | 0  | 0  | 0  | 0  | 2   |
| 2     | Rumänien  | 2   | 1 | 1 | 5  | 5  | 0   | 0  | 1  | −1 | 0  | 0  | 0  | 1   |
| 3     | Moldau    | 2   | 0 | 2 | 0  | 10 | −10 | 0  | 0  | 0  | 0  | 0  | 0  | 0   |

### Gruppe B
| Platz | Team                       | Pld | W | L | MF | MA | MD  | GF | GA | GD  | PF | PA | PD | Pts |
| ----- | -------------------------- | --- | - | - | -- | -- | --- | -- | -- | --- | -- | -- | -- | --- |
| 1     | Türkei                     | 3   | 3 | 0 | 15 | 0  | +15 | 15 | 3  | +12 | 0  | 0  | 0  | 3   |
| 2     | Griechenland               | 3   | 2 | 1 | 7  | 8  | −1  | 0  | 2  | −2  | 0  | 0  | 0  | 2   |
| 3     | Serbien                    | 3   | 1 | 2 | 5  | 10 | −5  | 0  | 1  | −1  | 0  | 0  | 0  | 1   |
| 4     | Bulgarien-Deaflympics-Team | 3   | 0 | 3 | 3  | 12 | −9  | 0  | 0  | 0   | 0  | 0  | 0  | 0   |

### Endrunde
|  | Viertelfinale | Viertelfinale | Viertelfinale |              |   | Halbfinale | Halbfinale | Halbfinale |  |  | Finale | Finale | Finale |
|  |               |               |               |              |   |            |            |            |  |  |        |        |        |
|  |               |               |               |              |   |            |            |            |  |  |        |        |        |
|  |               |               |               |              |   |            |            |            |  |  |        |        |        |
|  |               | Bulgarien     | 5             |              |   |            |            |            |  |  |        |        |        |
|  |               |               |               |              |   |            |            |            |  |  |        |        |        |
|  |               |               |               | Griechenland | 0 |            |            |            |  |  |        |        |        |
|  |               |               |               | Griechenland | 0 |            |            |            |  |  |        |        |        |
|  |               |               |               |              |   |            |            |            |  |  |        |        |        |
|  |               |               |               |              |   |            |            |            |  |  |        |        |        |
|  |               |               |               |              |   |            | Bulgarien  | 3          |  |  |        |        |        |
|  |               |               | Türkei        | 0            |   |            |            |            |  |  |        |        |        |
|  |               | Rumänien      | 5             |              |   |            |            |            |  |  |        |        |        |
|  |               | Serbien       | 0             |              |   |            |            |            |  |  |        |        |        |
|  |               | Serbien       | 0             | Rumänien     | 1 |            |            |            |  |  |        |        |        |
|  |               |               |               | Rumänien     | 1 |            |            |            |  |  |        |        |        |
|  |               |               |               | Türkei       | 4 |            |            |            |  |  |        |        |        |
|  |               |               |               | Türkei       | 4 |            |            |            |  |  |        |        |        |
|  |               |               |               |              |   |            |            |            |  |  |        |        |        |
|  |               |               |               |              |   |            |            |            |  |  |        |        |        |